# Wiesław Kotarba
Wiesław Kotarba (ur. 1947) – polski inżynier, wykładowca akademicki.

## Życiorys
Absolwent Politechniki Wrocławskiej. W latach 1990–1993 dziekan Wydziału Informatyki i Zarządzania Politechniki Wrocławskiej.
Od 1994 r. wykładowca akademickim na Wydziale Zarządzania Politechniki Warszawskiej, w latach 2019–2020 dziekan tego wydziału.